# 険悪
| ウィキペディアには「険悪」という見出しの百科事典記事はありません（タイトルに「険悪」を含むページの一覧/「険悪」で始まるページの一覧）。 代わりにウィクショナリーのページ「険悪」が役に立つかもしれません。 |